# Marek Bajor
Marek Bajor (Kolbuszowa, 1970. január 10. –) lengyel válogatott labdarúgó, edző.

## Pályafutása

### Klubcsapatokban
Az 1988–89-es szezonban az Igloopol Kolbuszowánál, majd az Igloopol Dębica és a Widzew Łódź csapatában játszott. 1998-ban az Amica Wronkihoz igazolt.
Kétszeres lengyel bajnok (1996-ban és 1997-ben a Widzew Łódźdzsal), háromszoros lengyel kupagyőztes (1998-ban, 1999-ben és 2000-ben Amica Wronkival) és háromszoros lengyel szuperkupa-győztes (1996-ban a Widzew Łódźdzsal; kétszer az Amica Wronkival). A lengyel élvonalbeli bajnokságban 325 mérkőzést játszott és 11 gólt szerzett.
2002-ben fejezte be aktív labdarúgó pályafutását.

### A válogatottban
Részt vett a barcelonai 1992-es nyári olimpián, ahol ezüstérmet szerzett a lengyel válogatott tagjaként.

## Sikerei, díjai

### Klubcsapatokkal
Widzew Łódź
- Lengyel bajnok (2): 1995–96, 1996–97
- Lengyel szuperkupa (1): 1996

 Amica Wronki
- Lengyel kupa (3): 1997–98, 1998–99, 1999–2000
- Lengyel szuperkupa (2): 1998, 1999

### A válogatottal
- Olimpiai ezüstérem (1): 1992

## Fordítás
- Ez a szócikk részben vagy egészben  a   Marek Bajor című angol Wikipédia-szócikk ezen változatának fordításán alapul.  Az eredeti cikk szerkesztőit annak laptörténete sorolja fel. Ez a jelzés csupán a megfogalmazás eredetét és a szerzői jogokat jelzi, nem szolgál a cikkben szereplő információk forrásmegjelöléseként.